# Шардонне, Брендан
Бре́ндан Шардонне́ (фр. Brendan Chardonnet; 22 декабря 1994, Сен-Ренан) — французский футболист, защитник клуба «Брест».

## Биография
Брендан Шардонне родился в городе Сен-Ренан, близ Бреста. И заниматься футболом начал в юношеской команде клуба «Брест». В мае 2013 футболист сыграл свою первую в основе, когда вышел на замену во втором тайме в матче против «Пари Сен-Жермен».
Сезон 2015/16 Шардонне провел в аренде в клубе Национального дивизиона «Эпиналь». После чего вернулся в «Брест» и стал игроком основы. В дальнейшем футболист неоднократно продлевал контракт с клубом.